# El Zapote, Huajuapan de León
El Zapote är en ort i Mexiko.   Den ligger i kommunen Heroica Ciudad de Huajuapan de León och delstaten Oaxaca, i den sydöstra delen av landet, 230 km sydost om huvudstaden Mexico City. El Zapote ligger 1 611 meter över havet och antalet invånare är 120.
Terrängen runt El Zapote är huvudsakligen kuperad, men åt sydväst är den platt. Runt El Zapote är det ganska glesbefolkat, med 24 invånare per kvadratkilometer. Närmaste större samhälle är Ciudad de Huajuapan de León, 3,7 km norr om El Zapote. I omgivningarna runt El Zapote växer huvudsakligen savannskog.